# 長国寺 (台東区)
長国寺（ちょうこくじ）は、東京都台東区千束にある、法華宗本門流の寺院。山号は鷲在山（じゅざいさん）、大本山鷲山寺末。長國寺とも書く。浅草酉の市の発祥の寺。

## 由緒
寛永7年（1630年）、石田三成の遺子といわれる鷲山寺13世・日乾が鳥越町に開山し、寛文9年（1669年）、新吉原に近い現在地へ移転した。
本尊は、鷲妙見大菩薩である。1265年、日蓮が上総国鷲巣（現千葉県茂原市）の小早川家（現鷲山寺）に滞在し、国家平穏を願って祈ったところ、にわかに金星が動き出し不思議な力をもってして現れ出でたと伝わる。11月酉の日のことであった。1771年、この鷲妙見を日玄が鷲山寺から当山へ移し祀った。当時は、本堂のほかに諸堂を配した大伽藍があり、鷲妙見が安置された番神堂は、妙見堂、鷲大明神の社、鷲の宮とも呼ばれた。
明治初年の神仏分離令により、境内を含め寺と鷲神社に分割された。
七曜の冠を戴き、宝剣をかざして鷲の背に立つ姿から「鷲大明神」、「おとりさま」と呼ばれ、開運招福の守り本尊として親しまれている。とりわけ、応現の日にちなんで開催されてきた浅草｢酉の市｣の本尊として、江戸時代から広く信仰されている。

## 交通アクセス
- 東京地下鉄日比谷線入谷駅から徒歩8分（経路案内）。
- 東京地下鉄日比谷線三ノ輪駅から徒歩8分（経路案内）。